# サッカーイスラエル代表
サッカーイスラエル代表（サッカーイスラエルだいひょう、ヘブライ語: נבחרת ישראל בכדורגל、アラビア語: منتخب إسرائيل لكرة القدم）は、イスラエルサッカー協会（IFA）によって構成される、イスラエルのサッカーのナショナルチームである。
ホームスタジアムは5つあり、ハイファにあるサミー・オフェル・スタジアムと、エルサレムにあるテディ・スタジアムと、テルアビブにあるブルームフィールド・スタジアムと、ネタニヤにあるネタニヤ・スタジアムと、ベエルシェバにあるターナー・スタジアム。

## 歴史

### 20世紀
1928年に前身となる委任統治パレスチナ代表チームが結成された。このチームはユダヤ人選手で構成されており、アラブ人は参加していなかった。
1954年第2回マニラアジア大会がきっかけで、大会中の1954年5月8日に他の12か国と共にアジアサッカー連盟（AFC）を設立したが、加盟はしなかった。なお、AFCは政治的配慮から現在もなお、イスラエルをAFC創設メンバーとしては認めていない。それから2年後の1956年にイスラエルサッカー協会はAFCへ加盟し、1970年メキシコW杯にはアジア代表として出場した。しかし、パレスチナ問題及び中東戦争等のイスラエル＝アラブ紛争により周辺アラブ諸国との関係が悪化し、アラブ諸国やインドネシア、北朝鮮、中国を中心とした対戦拒否、大会参加拒否などのボイコットが激化。それにより、AFCに所属しながらも1972年タイ大会からAFCアジアカップへの出場を辞退せざるを得なくなった。1973年10月6日に第四次中東戦争が起こると、もはや対戦不可能な状態に陥った。
翌1974年のテヘランアジア大会にイスラエル代表は出場した。大会では1次リーグ最終戦で日本を3-0で破り、2次リーグへ進出したが、2次リーグではクウェート、北朝鮮が対戦を拒否した。結果的に、イスラエル代表はこの2つの不戦勝（2試合とも2-0でイスラエル勝利の扱い）とビルマ（現ミャンマー）戦の1-0での勝利で決勝まで勝ち上がることになった。アリアメールスタジアム（現アザディ・スタジアム）に10万人の観衆を集めた決勝では開催国のイランと対戦し、30分にイランのアデルハンのシュートをイスラエルのDFシュムが自陣ゴールに蹴り込んでしまい、結局、このオウンゴールで0-1で敗れた（イランはアジア大会初優勝）。結果的に、この試合がAFCとしての最後の試合となった。
まだテヘランアジア大会期間中であったが、1974年9月14日にイランの首都テヘランでAFC総会が開催され、イスラエルの除名が決まった。AFC除名以降、地域連盟未所属のまま、活動することになった。
ワールドカップ予選においては1970年、1974年、1978年にはアジア・オセアニア枠へと組み込まれたが、いずれの予選のグループはアラブ諸国と同組とならず、さらに1970年メキシコ大会のアジア・オセアニア予選と1978年アルゼンチン大会のアジア・オセアニア予選は北朝鮮が同組となったが、北朝鮮は予選自体を棄権した。1950年、1954年、1966年、1982年にはヨーロッパ枠へ組み込まれ、その後オセアニアサッカー連盟（OFC）の暫定メンバーとなり、1986年、1990年にオセアニア予選へ参加し、遠方への遠征を強いられることとなった。1990年大会のオセアニア予選では、オセアニア代表としてコロンビアと大陸間プレーオフで対戦したが、2試合合計0-1で敗れ、オセアニア代表としての本大会出場はならなかった。このためイスラエルサッカー協会は欧州サッカー連盟（UEFA）への加盟を希望していた。これが認められて1992年からUEFAに加盟している。UEFA加盟後、FIFAワールドカップ、UEFA欧州選手権には出場できていない。

### 21世紀
UEFA欧州選手権出場に最も近づいたのは2000年大会で、予選6組に入りオーストリアを抑えグループ2位となりプレーオフへ進出した。プレーオフではデンマークと対戦したが、第1戦0-5、第2戦0-3と2試合合計0-8で大敗し初出場はならなかった。
2006年ドイツW杯欧州予選ではグループ4に入りフランスやスイスなどと同組となった。最終的には、本大会に出場した1970年大会予選以来となる予選無敗（4勝6分）の成績を残しスイスと勝ち点で並んだが、直接対戦の成績でスイスが上回りグループ3位でプレーオフ進出はならなかった。尚、このグループは最終的に首位で予選突破を決めたフランスから4位のアイルランドまでが勝点差3にひしめく大混戦だった（フランス20、スイスとイスラエル18、アイルランド17）。

## 成績

### FIFAワールドカップ
| 開催国 / 年 | 成績                                      | 試                                        | 勝                                        | 分                                        | 負                                        | 得                                        | 失                                        |
| ----------- | ----------------------------------------- | ----------------------------------------- | ----------------------------------------- | ----------------------------------------- | ----------------------------------------- | ----------------------------------------- | ----------------------------------------- |
| 1950        | 予選敗退                                  | 予選敗退                                  | 予選敗退                                  | 予選敗退                                  | 予選敗退                                  | 予選敗退                                  | 予選敗退                                  |
| 1954        | 予選敗退                                  | 予選敗退                                  | 予選敗退                                  | 予選敗退                                  | 予選敗退                                  | 予選敗退                                  | 予選敗退                                  |
| 1958        | アジア・アフリカ予選→大陸間プレーオフ敗退 | アジア・アフリカ予選→大陸間プレーオフ敗退 | アジア・アフリカ予選→大陸間プレーオフ敗退 | アジア・アフリカ予選→大陸間プレーオフ敗退 | アジア・アフリカ予選→大陸間プレーオフ敗退 | アジア・アフリカ予選→大陸間プレーオフ敗退 | アジア・アフリカ予選→大陸間プレーオフ敗退 |
| 1962        | 欧州予選敗退                              | 欧州予選敗退                              | 欧州予選敗退                              | 欧州予選敗退                              | 欧州予選敗退                              | 欧州予選敗退                              | 欧州予選敗退                              |
| 1966        | 欧州予選敗退                              | 欧州予選敗退                              | 欧州予選敗退                              | 欧州予選敗退                              | 欧州予選敗退                              | 欧州予選敗退                              | 欧州予選敗退                              |
| 1970        | グループリーグ敗退                        | 3                                         | 0                                         | 2                                         | 1                                         | 1                                         | 3                                         |
| 1974        | アジア・オセアニア予選敗退                | アジア・オセアニア予選敗退                | アジア・オセアニア予選敗退                | アジア・オセアニア予選敗退                | アジア・オセアニア予選敗退                | アジア・オセアニア予選敗退                | アジア・オセアニア予選敗退                |
| 1978        | アジア・オセアニア予選敗退                | アジア・オセアニア予選敗退                | アジア・オセアニア予選敗退                | アジア・オセアニア予選敗退                | アジア・オセアニア予選敗退                | アジア・オセアニア予選敗退                | アジア・オセアニア予選敗退                |
| 1982        | 欧州予選敗退                              | 欧州予選敗退                              | 欧州予選敗退                              | 欧州予選敗退                              | 欧州予選敗退                              | 欧州予選敗退                              | 欧州予選敗退                              |
| 1986        | オセアニア予選敗退                        | オセアニア予選敗退                        | オセアニア予選敗退                        | オセアニア予選敗退                        | オセアニア予選敗退                        | オセアニア予選敗退                        | オセアニア予選敗退                        |
| 1990        | オセアニア予選突破→大陸間プレーオフ敗退   | オセアニア予選突破→大陸間プレーオフ敗退   | オセアニア予選突破→大陸間プレーオフ敗退   | オセアニア予選突破→大陸間プレーオフ敗退   | オセアニア予選突破→大陸間プレーオフ敗退   | オセアニア予選突破→大陸間プレーオフ敗退   | オセアニア予選突破→大陸間プレーオフ敗退   |
| 1994        | 欧州予選敗退                              | 欧州予選敗退                              | 欧州予選敗退                              | 欧州予選敗退                              | 欧州予選敗退                              | 欧州予選敗退                              | 欧州予選敗退                              |
| 1998        | 欧州予選敗退                              | 欧州予選敗退                              | 欧州予選敗退                              | 欧州予選敗退                              | 欧州予選敗退                              | 欧州予選敗退                              | 欧州予選敗退                              |
| 2002        | 欧州予選敗退                              | 欧州予選敗退                              | 欧州予選敗退                              | 欧州予選敗退                              | 欧州予選敗退                              | 欧州予選敗退                              | 欧州予選敗退                              |
| 2006        | 欧州予選敗退                              | 欧州予選敗退                              | 欧州予選敗退                              | 欧州予選敗退                              | 欧州予選敗退                              | 欧州予選敗退                              | 欧州予選敗退                              |
| 2010        | 欧州予選敗退                              | 欧州予選敗退                              | 欧州予選敗退                              | 欧州予選敗退                              | 欧州予選敗退                              | 欧州予選敗退                              | 欧州予選敗退                              |
| 2014        | 欧州予選敗退                              | 欧州予選敗退                              | 欧州予選敗退                              | 欧州予選敗退                              | 欧州予選敗退                              | 欧州予選敗退                              | 欧州予選敗退                              |
| 2018        | 欧州予選敗退                              | 欧州予選敗退                              | 欧州予選敗退                              | 欧州予選敗退                              | 欧州予選敗退                              | 欧州予選敗退                              | 欧州予選敗退                              |
| 2022        | 欧州予選敗退                              | 欧州予選敗退                              | 欧州予選敗退                              | 欧州予選敗退                              | 欧州予選敗退                              | 欧州予選敗退                              | 欧州予選敗退                              |
| 合計        | 出場1回                                   | 3                                         | 0                                         | 2                                         | 1                                         | 1                                         | 3                                         |

### UEFA欧州選手権
| 開催年 | 結果     | 試合     | 勝利     | 引分     | 敗戦     | 得点     | 失点     |
| ------ | -------- | -------- | -------- | -------- | -------- | -------- | -------- |
| 1996   | 予選敗退 | 予選敗退 | 予選敗退 | 予選敗退 | 予選敗退 | 予選敗退 | 予選敗退 |
| 2000   | 予選敗退 | 予選敗退 | 予選敗退 | 予選敗退 | 予選敗退 | 予選敗退 | 予選敗退 |
| 2004   | 予選敗退 | 予選敗退 | 予選敗退 | 予選敗退 | 予選敗退 | 予選敗退 | 予選敗退 |
| 2008   | 予選敗退 | 予選敗退 | 予選敗退 | 予選敗退 | 予選敗退 | 予選敗退 | 予選敗退 |
| 2012   | 予選敗退 | 予選敗退 | 予選敗退 | 予選敗退 | 予選敗退 | 予選敗退 | 予選敗退 |
| 2016   | 予選敗退 | 予選敗退 | 予選敗退 | 予選敗退 | 予選敗退 | 予選敗退 | 予選敗退 |
| 2020   | 予選敗退 | 予選敗退 | 予選敗退 | 予選敗退 | 予選敗退 | 予選敗退 | 予選敗退 |
| 2024   | 予選敗退 | 予選敗退 | 予選敗退 | 予選敗退 | 予選敗退 | 予選敗退 | 予選敗退 |
| 合計   | 出場0回  | 0        | 0        | 0        | 0        | 0        | 0        |

### オリンピック
| 開催年 | 結果     | 試合     | 勝利     | 引分     | 敗戦     | 得点     | 失点     |
| ------ | -------- | -------- | -------- | -------- | -------- | -------- | -------- |
| 1952   | 予選敗退 | 予選敗退 | 予選敗退 | 予選敗退 | 予選敗退 | 予選敗退 | 予選敗退 |
| 1956   | 予選敗退 | 予選敗退 | 予選敗退 | 予選敗退 | 予選敗退 | 予選敗退 | 予選敗退 |
| 1960   | 予選敗退 | 予選敗退 | 予選敗退 | 予選敗退 | 予選敗退 | 予選敗退 | 予選敗退 |
| 1964   | 予選敗退 | 予選敗退 | 予選敗退 | 予選敗退 | 予選敗退 | 予選敗退 | 予選敗退 |
| 1968   | ベスト8  | 4        | 2        | 0        | 2        | 9        | 7        |
| 1972   | 予選敗退 | 予選敗退 | 予選敗退 | 予選敗退 | 予選敗退 | 予選敗退 | 予選敗退 |
| 1976   | ベスト8  | 4        | 0        | 3        | 1        | 4        | 7        |
| 1980   | 棄権     | 棄権     | 棄権     | 棄権     | 棄権     | 棄権     | 棄権     |
| 1984   | 予選敗退 | 予選敗退 | 予選敗退 | 予選敗退 | 予選敗退 | 予選敗退 | 予選敗退 |
| 1988   | 予選敗退 | 予選敗退 | 予選敗退 | 予選敗退 | 予選敗退 | 予選敗退 | 予選敗退 |
| 合計   | 2/10     | 8        | 2        | 3        | 3        | 13       | 14       |

### AFCアジアカップ
| 開催年 | 結果   | 試合   | 勝利   | 引分   | 敗戦   | 得点   | 失点   |
| ------ | ------ | ------ | ------ | ------ | ------ | ------ | ------ |
| 1956   | 準優勝 | 3      | 2      | 0      | 1      | 6      | 5      |
| 1960   | 準優勝 | 3      | 2      | 0      | 1      | 6      | 4      |
| 1964   | 優勝   | 3      | 3      | 0      | 0      | 5      | 1      |
| 1968   | 3位    | 4      | 2      | 0      | 2      | 11     | 5      |
| 1972   | 不参加 | 不参加 | 不参加 | 不参加 | 不参加 | 不参加 | 不参加 |
| 合計   | 4/15   | 13     | 9      | 0      | 4      | 28     | 15     |

## 歴代監督
- リチャード・メラー・ニールセン 2000-2002
- アヴラム・グラント 2002-2006
- ドゥロル・カシュタン（英語版） 2006-2009
- エリ・オハナ（英語版） (暫定[4]) 2010
- ルイス・フェルナンデス 2010.5.1-2011.11.1
- エリ・グトマン（英語版） 2011.12.27-2015
- エリシャ・レヴィ（英語版） 2016-2017
- アンドレアス・ヘルツォーク 2018-2020
- ウィリバルド・ルッテンシュタイナー（英語版） 2020-

## 歴代記録

### 出場数ランキング

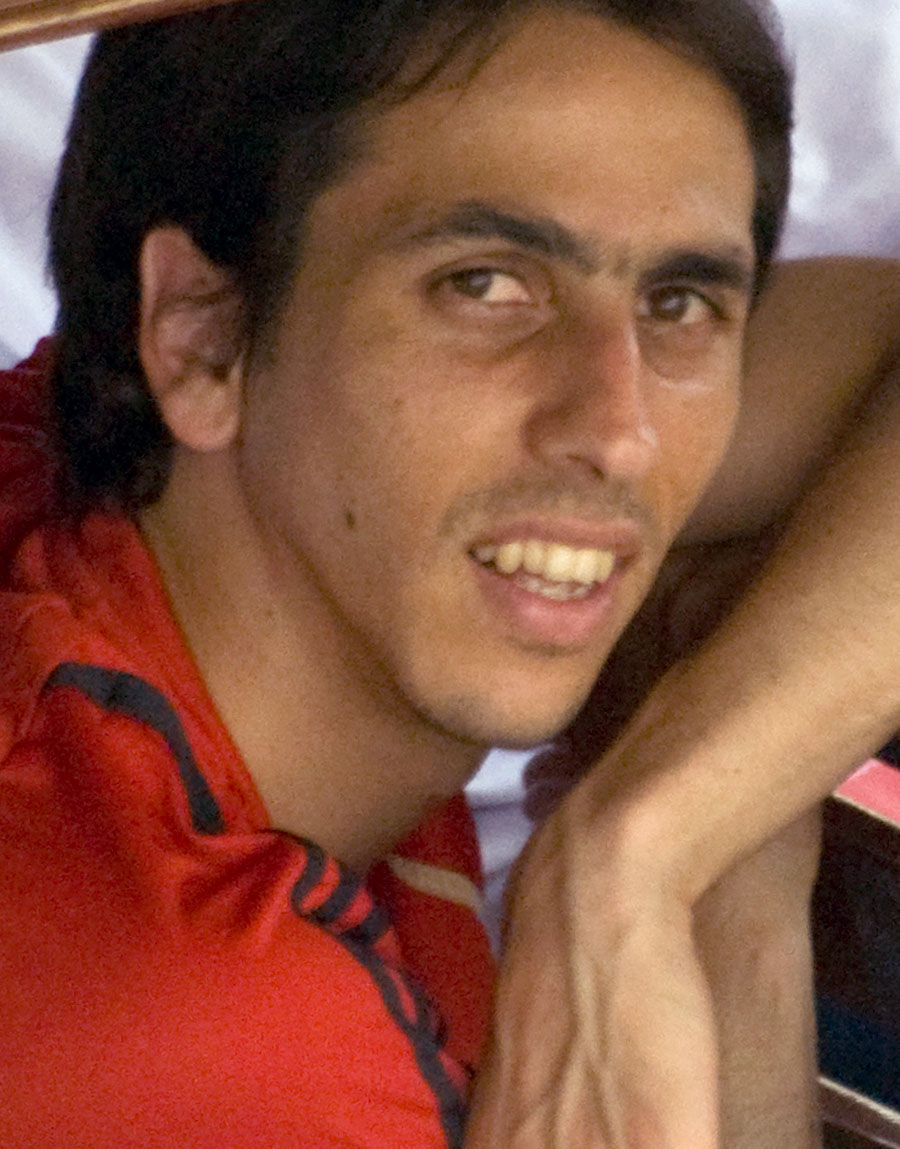
最多出場者のヨッシ・ベナユン

2019年6月10日時点
| 順位 | 名前                       | 試合数 | 得点数 | 期間      |
| ---- | -------------------------- | ------ | ------ | --------- |
| 1    | ヨッシ・ベナユン           | 102    | 24     | 1998-2017 |
| 2    | タル・ベン・ハイム         | 96     | 1      | 2002-2017 |
| 3    | アリク・ベナド             | 94     | 0      | 1995-2007 |
| 4    | アロン・ハラジ             | 89     | 1      | 1992-2016 |
| 5    | アミル・シェラフ           | 85     | 0      | 1992-2001 |
| 6    | モルデハイ・シュピーグラー | 83     | 32     | 1963-1977 |
| 6    | ニル・クリンゲル           | 83     | 2      | 1987-1997 |
| 8    | アヴィ・ニムニ             | 80     | 17     | 1992-2005 |
| 9    | イツハク・シュム           | 78     | 10     | 1969-1981 |
| 9    | タル・バニン               | 78     | 12     | 1990-2003 |
| 9    | エヤル・ベルコヴィッチ     | 78     | 9      | 1992-2004 |
| 9    | ドゥドゥ・アワット         | 78     | 0      | 1999-2013 |

### 得点数ランキング

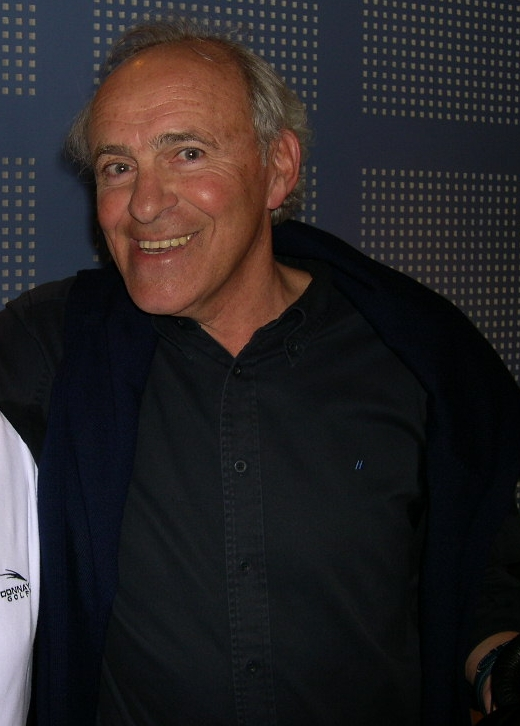
最多得点者のモルデハイ・シュピーグラー

2019年6月10日時点
| 順位 | 名前                           | 得点数 | 試合数 | 期間      |
| ---- | ------------------------------ | ------ | ------ | --------- |
| 1    | モルデハイ・シュピーグラー     | 32     | 83     | 1963-1977 |
| 2    | イェホシュア・フェイゲンバウム | 24     | 51     | 1966-1977 |
| 2    | ヨッシ・ベナユン               | 24     | 102    | 1998-2017 |
| 4    | ローネン・ハラジ               | 23     | 53     | 1992-1999 |
| 5    | ナフム・ステルマフ             | 22     | 61     | 1956-1968 |
| 6    | ギディ・ダムティ               | 20     | 69     | 1971-1981 |
| 7    | イェホシュア・グレイザー       | 18     | 35     | 1949-1961 |
| 7    | ギオラ・シュピーゲル           | 18     | 44     | 1965-1980 |
| 9    | エリ・オハナ                   | 17     | 51     | 1984-1997 |
| 9    | アロン・ミズラヒ               | 17     | 37     | 1992-2001 |
| 9    | アヴィ・ニムニ                 | 17     | 80     | 1992-2005 |
| 9    | トメル・ヘメド                 | 17     | 36     | 2011-     |

## 歴代選手
- モルデハイ・シュピーグラー 1963-1977
- ヨーハーナーン・ウォーラック 1968-1971
- ロニー・ローゼンタール 1983-1997
- ヨッシ・ベナユン 1998-2017
- ドゥドゥ・アワット 1999-2013
- タル・ベン・ハイム 2002-2017
- ベン・サハル 2007-2019
- ガイ・アスリン 2008
- エラン・ザハヴィ 2010-
- トメル・ヘメド 2011-
- マノル・ソロモン 2018-
- ション・ヴァイスマン 2019–
- リエル・アバダ 2021–